# Jakob Hübner
Jakob Hübner, auch Jacob Hübner, (17. Mai 1859 in Düsseldorf – nach 1899) war ein deutscher Opernsänger (Tenor).

## Leben
Hübner wurde zuerst vom Konzertsänger Litzinger in Düsseldorf unterrichtet und besuchte dann das Stern’sches Konservatorium in Berlin, wo er vom Pädagogen Otto unterrichtet wurde. Anschließend war er in Leipzig bei Goetze. Er trat 1886 in den Verband des Stadttheaters Leipzig ein, wo er bis 1894 blieb. Danach ging er nach Kiel, 1896 nach Reval, 1897 für zwei Jahre nach Stettin. Danach zog er sich von der Bühne zurück und nahm seinen Wohnsitz in Detmold und später in Heidelberg, unter bescheidenen Umständen.